# قوشقار (آتیراو)
قوشقار (قزاقی: Қошқар) یک منطقهٔ مسکونی در قزاقستان است که در استان آتیراو واقع شده است.